# Juan Soldevilla
Juan Soldevilla y Romero (ur. 29 października 1843 w Fuentelapeña, zm. 4 czerwca 1923 w Saragossie) – hiszpański duchowny katolicki, kardynał, arcybiskup Saragossy.

## Życiorys
Święcenia kapłańskie przyjął 28 grudnia 1867 roku w Valladolid. Dalsze studia kontynuował w Santiago de Compostela w latach 1867–1868. Studia ukończył doktoratem z teologii w 1968, a doktorat z prawa kanonicznego uzyskał w Tui. 14 lutego 1889 otrzymał nominację na biskupa Tarazona. Konsekrowany 28 kwietnia 1889 w katedrze Valladolid przez Benito Sanz y Forés arcybiskupa Valladolid. 16 grudnia 1901 mianowany arcybiskupem metropolitą Saragossy. Na konsystorzu 15 grudnia 1919 roku papież Benedykt XV wyniósł go do godności kardynalskiej z tytułem kardynała prezbitera Santa Maria del Popolo. Brał udział w konklawe w 1922, które wybrało na papieża Piusa XI. 4 czerwca 1923 został zamordowany w Saragossie. Pochowano go w bazylice Matki Bożej z Pilar w Saragossie.